# Pleasanton (Kalifornia)
Pleasanton – miasto w Stanach Zjednoczonych, w stanie Kalifornia, w hrabstwie Alameda. Według spisu ludności z roku 2010, w Pleasanton mieszka 70 285 mieszkańców.

## Miasta partnerskie
- Blairgowrie and Rattray, Szkocja
- Fergus, Kanada
- Tulancingo, Meksyk